# 近江木戶站
近江木戶站（日语：／ Ōmikido eki */?）是位於滋賀縣滋賀郡志賀町大字木戶（現時：大津市木戶），江若鐵道的鐵路車站（廢站）。

## 歷史
在1926年（大正15年）、江若鐵道和邇站至此站之間開通，此站啟用。同年8月，路線延伸至雄松站。在戰後1949年（昭和24年），青柳濱站啟用前。此站最接近琵琶湖青柳濱泳灘和松之浦泳灘。在夏季有許多泳客使用此站。
江若鐵道在1969年（昭和44年）10月31日結束營業，車站在翌日11月1日廢除。

### 年表
- 1926年（大正15年）
  - 4月11日：和邇站至此站之間開業，此站啟用。當時車站位於滋賀郡木戶村（日语：木戸村 (滋賀県)）[5][6]。
  - 8月11日：此站至雄松站之間開通[2][7]。
- 1969年（昭和44年）11月1日：車站被廢除[5]。

## 車站構造
近江木戶站內設有客運和貨運業務（一般車站）。此站設有列車交會設備。站內設有2面2線的相對式月台。另外也有貨物側線。
在月台旁設有棕色水塔，以讓蒸氣機車使用。

## 使用狀況
以下為開業起數年之間的一年上下車人次和貨物起卸量：
| 一年客量和貨物起卸量： | 一年客量和貨物起卸量： | 一年客量和貨物起卸量： | 一年客量和貨物起卸量： | 一年客量和貨物起卸量： | 一年客量和貨物起卸量： |
| 年                     | 旅客                   | 旅客                   | 貨物                   | 貨物                   | 參考資料               |
| 年                     | 乘車                   | 下車                   | 發送                   | 到達                   | 參考資料               |
| ---------------------- | ---------------------- | ---------------------- | ---------------------- | ---------------------- | ---------------------- |
| 1931年                 | 20,498人               | 20,305人               | 149公噸                | 212公噸                | [ 13 ]                 |
| 1934年                 | 23,341人               | 23,074人               | 216公噸                | 263公噸                | [ 14 ]                 |
| 1935年                 | 23,737人               | 23,231人               | 71公噸                 | 217公噸                | [ 15 ]                 |
| 1936年                 | 28,032人               | 28,019人               | 78公噸                 | 261公噸                | [ 16 ]                 |

## 車站周邊
在車站廢除後，湖西線在此站遺址設置了志賀站。此站與附近路軌遺址都變為湖西線的用地，已經看不見車站痕跡。
在此站與蓬萊站之間，路線途經一條隧道，在隧道上方為木戶川（懸河）。在此站與青柳濱站之間，路線途經另一條隧道，在隧道上方為大谷川（懸河）。而於線內只有上述那兩條隧道。

## 相鄰車站
江若鐵道
江若鐵道線
蓬萊－近江木戶－（臨）青柳濱－比良

## 注腳
1. 1 2 3 4 5  江若鉄道の思い出，第64頁.
2. 1 2  田中, 宇田 & 西藤 1998，第394頁.
3. ↑  江若鉄道の思い出，第65頁.
4. ↑  江若鉄道の思い出，第124頁.
5. 1 2 3  今尾 2008，第31–32頁.
6. ↑  「地方鉄道運輸開始」《官報》1926年4月15日（國立國會圖書館數碼化資料）
7. ↑  「地方鉄道運輸開始」《官報》1926年8月14日（國立國會圖書館數碼化資料）
8. ↑  竹内 1967.
9. 1 2  寺田 2010，第10頁.
10. 1 2  寺田 2010，第15頁.
11. ↑  レイル，第80頁.
12. ↑  レイル，第83頁.
13. ↑  《滋賀縣統計全書》昭和6年版（國立國會圖書館數碼化資料）
14. ↑  《滋賀縣統計全書》昭和9年版（國立國會圖書館數碼化資料）
15. ↑  《滋賀縣統計全書》昭和10年版（國立國會圖書館數碼化資料）
16. ↑  《滋賀縣統計全書》昭和11年版（國立國會圖書館數碼化資料）
17. ↑  寺田 2010，第25頁.
18. 1 2 3  江若鉄道の思い出，第61頁.
19. ↑  レイル，第76頁.

## 相關項目
- 日本鐵路車站列表 O

## 外部連結
- 大津的舊照片 （页面存档备份，存于）（日語） - 大津市歷史博物館（日语：大津市歴史博物館）內的影像資料庫。當中上載了志賀町公所所拍攝此站的照片。